# Stefan Legeżyński
Stefan Marian Legeżyński (ur. 2 grudnia 1912 we Lwowie, zm. 13 sierpnia 1976 w Londynie) – polski geograf, dziennikarz i poeta. 

## Życiorys
Urodził się 2 grudnia 1912 we Lwowie. Był wnukiem powstańca styczniowego. Kształcił się w VIII Państwowym Gimnazjum im. Króla Kazimierza Wielkiego we Lwowie. Uczestniczył w II powstaniu śląskim (1920) i III powstaniu śląskim (1921). Ukończył studia na Wydziale Humanistycznym Uniwersytetu Jana Kazimierza we Lwowie, gdzie uzyskał stopień magistra filologii w zakresie geografii. Następnie współpracował z kierowaną przez prof. Augusta Zierhoffera Komisją Badań Północnej Krawędzi Podola, w 1937 na łamach czasopisma „Kosmos” opublikował wyniki swoich badań pt. "Les diaclases du miocène sur l'Ecarpement nord de la Podolie" (Spękania skał mioceńskich północnej krawędzi Podola). Od 1938 pracował jako nauczyciel w lwowskich szkołach średnich. 
W 1940 został aresztowany przez NKWD i zesłany w głąb ZSRR. Rok później został zwolniony, wówczas został pracownikiem delegatury ambasady polskiej na obszar południowokazachski. Razem z Armią Andersa ewakuował się na Bliski Wschód, w latach 1944-1947 wykładał geografię w polskiej Szkole Kadetów w Palestynief. W tym czasie opracował dla celów wojskowych Armii Polskiej na Środkowym Wschodzie geografię Iraku oraz ogłosił pracę pt. "The geographical bibliography of Iraq 1946". Był żołnierzem 2 Korpus Polskiego.
W 1947 razem z wojskami brytyjskimi został ewakuowany do Wielkiej Brytanii, gdzie kontynuował pracę nauczyciela geografii, na podstawie badań prowadzonych w Palestynie ogłosił pracę pt. "Some geografical problems of The Palestina Rift Valley; The geografical bibliography of Iraq 1828-1944". W 1960 przedstawił na Polskim Uniwersytecie Na Obczyźnie pracę pt. "The Electoral Geography of England”" i uzyskał na jej podstawie stopień doktora filozofii, w tym samym roku został członkiem londyńskiego Koła Lwowian, którego był referentem prasowym. 
Redagował „Gazety Niedzielnej” oraz „Biuletynu” Koła Lwowian w Londynie. Od 1970 do 1974 był redaktorem naczelnym periodyku „Zeszyty Lwowskie”, wydawanych także w Londynie. W 1973 został członkiem Polskiego Towarzystwa Naukowego na Obczyźnie. Był autorem licznych artykułów popularno-naukowych publikowanych w wielu czasopismach polsko i angielskojęzycznych. Pisał także poezje W opublikowanej w 1964 w Londynie pracy zbiorowej Literatura polska na obczyźnie 1940–1960 zredagował część zatytułowaną "Nekrologia", która zawierała dziewięćdziesiąt not biograficznych. Był prezesem Konfraterni Artystów w Londynie. Zmarł 13 sierpnia 1976 w Londynie

## Odznaczenia
- Złoty Krzyż Zasługi (grudzień 1970)[2]
- Złota odznaka honorowa Koła Lwowian w Londynie (17 grudnia 1970)[12]